# Ruth Horna
Ruth Horna (Amsterdam, 4 november 1899 – Amsterdam, 14 december 1983) was een Nederlands sopraan en zangpedagoge.
Ze was dochter van kastelein, koetsier en conducteur Dirk Boot en Reintje Visser, wonende aan de Langestraat. Zij gaven haar de naam Reintje Boot. In haar geboorteakte is de aantekening opgenomen dat zij zich sinds 1958 officieel Ruth mocht noemen. Of zij zich als artiest vernoemde naar de geboorteplaats van haar moeder (Hoorn (Noord-Holland) is onbekend 
Vanaf 6 juni 1935 kwam ze vanuit Parijs te wonen in de Johan Verhulststraat 28 te Amsterdam. Ze trouwde in januari 1972 met kunstschilder Jo Voskuil, die nog geen half jaar later overleed. Ze leefden samen in de Courbetstraat.
Van haar opleiding is weinig bekend, vermoedelijk vond die plaats in Parijs. Haar naam duikt ineens in midden jaren dertig op met concerten met onder anderen Frans Hasselaar, maar ook het Residentie Orkest. In 1937 werd vermeld dat ze toen al concerten had gegeven in Amsterdam, Boedapest en Wenen. In die jaren maakte ze deel hun van het Amsterdamsche Vocaal Kwartet (Ruth Horna, Dzjobs Ising, Harm Smedes, Johan Lammer). In die tijd gaf ze ook les aan het Amsterdams Muzieklyceum. Ze trad tussen 1936 en 1944 zesenveertig keer op met het Concertgebouworkest onder de dirigenten Willem Mengelberg, Eduard van Beinum, Johannes den Hertog, Willem van Otterloo en Otto Glastra van Loon. Onder Van Beinum zong ze in 1940 een aantal keren de hoofdrol in Fidelio van Ludwig van Beethoven; de uitvoeringen waren georganiseerd door de Wagner-Vereniging. Ze zong jarenlang bij het Gemeentelijk Theater Bedrijf (Amsterdam) en de Nederlandse Opera, maar werd in 1949 wegbezuinigd. Na het eind van de Tweede Wereldoorlog werd het haar kwalijk genomen dat ze was blijven optreden tijdens de Nazi-bezetting, zie bijvoorbeeld de optredens met het Concertgebouworkest in de periode dat alle Joden ontslagen waren. Haar lidmaatschap van het Gemeentelijk Theater Bedrijf werd door de ereraad beschouwd als zijnde "onder dwang". 
Vanaf 1952 gaf ze les aan het Conservatorium van Amsterdam. Na haar actieve loopbaan gaf ze jarenlang les, tot in de jaren zeventig. Ze zag een hele stoet leerlingen aan haar voorbij trekken. Jo Vincent, Gré Brouwenstijn (die haar rivale werd en Gré nam Horna kwalijk dat ze tijdens de oorlog bleef optreden.), Miep Zijlstra, Marie-Cecile Moerdijk en Anita Heins waren onder meer leerling van haar.    
In 1984 werd voor haar een herdenkingsconcert gegeven in Zaal Tamboer aan de Overtoon 247. Er is een bescheiden aantal opnamen van haar bekend, ook uit die oorlogsperiode. 